# 見性寺 (関市)
見性寺（けんしょうじ）は岐阜県関市洞戸大野にある釈迦如来を本尊とする臨済宗妙心寺派の寺院で、山号は少林山。中濃八十八ヶ所霊場2番札所である。
承応4年（1655年）2月に清泰寺4世梁屋祖棟を開山として船戸喜左衛門が開基となり見性庵として建立。享保9年（1724年）に許しを得て見性寺に改めた。明治時代の浄岳以清の代に法地となった。大正15年（1926年）12月、失火により焼亡したが昭和5年（1930年）再建を果たした。